# 二条舎子
二条 舎子（にじょう いえこ、享保元年8月24日（1716年10月9日） - 寛政2年1月29日（1790年3月14日））は、桜町天皇の女御で、最後の女帝・後桜町天皇の生母。後に皇太后。女院号は青綺門院（せいきもんいん）。

## 系譜
関白左大臣二条吉忠の二女。生母は父の正室で加賀藩主前田綱紀の娘、利子。同母姉に有栖川宮職仁親王妃淳子、異母弟に右大臣二条宗熙がいる。

## 経歴
享保18年（1733年）、4歳年下の皇太子昭仁親王（のちの桜町天皇）の妃として入内。2年後、中御門天皇が譲位して昭仁親王が即位すると、舎子は女御宣下を受ける。
その後、元文2年（1737年）に第一皇女盛子内親王、元文5年（1740年）に第二皇女智子内親王（のちの後桜町天皇）を出産するが、男児には恵まれなかったため、延享2年（1745年）、典侍姉小路定子所生の遐仁親王（のちの桃園天皇）を養子に迎える。
延享4年（1747年）、桜町天皇が遐仁親王に譲位すると、舎子は皇太后に冊立される。この時践祚した桃園天皇はわずか7歳であり、桜町上皇による院政が行われるが、譲位から3年後の寛延3年（1750年）に桜町上皇は崩御。皇太后舎子は女院号宣下を受けて落飾する。
宝暦12年（1762年）、桃園天皇は22歳で崩御する。天皇の実子である英仁親王（のちの後桃園天皇）は未だ5歳であったことから、摂関家当主らの合議の上、故天皇の異母姉で、舎子の実子である智子内親王が、英仁親王が成長するまでの中継ぎとして即位。明正天皇以来119年ぶりの女帝、後桜町天皇が誕生した。
明和7年（1771年）、後桜町天皇は英仁親王に譲位、後桃園天皇が即位するが、父である桃園天皇に続き、後桃園天皇も安永8年（1779年）に22歳で崩御する。遺された皇子女は同年誕生したばかりの欣子内親王ただ一人であったため、ここに中御門天皇系の皇統は断絶し、次代は傍系である閑院宮家から師仁王を迎え、光格天皇として即位させた。
それから11年後の寛政2年1月29日（1790年3月14日）、青綺門院舎子は75歳で崩御。陵所は京都府京都市東山区の月輪陵。
幼帝や女帝が続いた時代、4代の天皇の治世に渡って皇太后、女院の座にあったことは特筆に価する。晩年は桃園天皇生母の開明門院（姉小路定子）や後桃園天皇生母の恭礼門院（一条富子）らに対し、「大女院」と称された。